# Font del Segalar
La font del Segalar és una font del terme municipal de Castell de Mur, en territori del poble de Vilamolat de Mur, de l'antic municipi de Mur.
Està situada a 715 m d'altitud, a l'esquerra de la llau del Toll, a la partida de la Font Vella. És a ran, al costat sud, de la carretera local del castell de Mur a Fígols de Tremp, encara no a 400 metres per la carretera al sud-oest de Vilamolat de Mur.